# Schwanenwerder
Schwanenwerder ist eine Insel im Berliner Ortsteil Nikolassee des Bezirks Steglitz-Zehlendorf. Sie liegt in der Havel am Ausgang des Großen Wannsees und ist über eine Brücke mit dem Ufer verbunden. Westlich der Insel am gegenüberliegenden Havelufer liegt Kladow, südwestlich die Pfaueninsel.
Schwanenwerder ist fast komplett mit Villen und Einfamilienhäusern bebaut; ein Zugang zum Ufer ist für die Öffentlichkeit nicht möglich. Erschlossen ist die Insel durch die Inselstraße, die weitgehend nierenförmig verläuft. Schwanenwerder ist ein gefragtes Wohngebiet. Unter anderem wohnten hier Alexander Parvus und NS-Größen wie Joseph Goebbels, Ernst Udet und Theodor Morell. Auch Axel Springer errichtete dort in einem 2,7 Hektar großen Park die Villa Tranquillitati.

## Geschichte

### Gründung
Die rund 250.000 m² große Insel wurde 1704 als Der Sandtwerder erstmals erwähnt. Danach hieß sie Sandwerder, nach anderer Quelle auch Cladower Sandwerder. Sie war ursprünglich eine sandige, weitgehend kahle, mit wenigen Bäumen und Gebüsch bewachsene Fläche. An ihren alten Namen erinnert seit 1933 die am Ostufer des Wannsees liegende Straße Am Sandwerder.
Im Jahr 1882 erwarb der Lampenfabrikant Wilhelm Wessel, der durch die Erfindung des Petroleum-Rundbrenners zu Vermögen gekommen war, die Insel für 9.000 Mark (kaufkraftbereinigt in heutiger Währung: rund 81.000 Euro) vom Kladower Gutsbesitzer Kässel, nach anderer Quelle für 27.000 Mark vom Rittergutsbesitzer Hugo von Platen zu Sophienwalde. Er ließ eine Brücke und eine schlingenförmig angelegte Erschließungsstraße errichten, die Insel parzellieren und die Parzellen zum Kauf anbieten, wobei zu jedem am Wasser gelegenen Villengrundstück jeweils ein durch die Inselstraße abgetrenntes Innengrundstück für Wirtschaftsgebäude und Nutzgärten gehörte.
Das erste Gebäude auf der Insel war die Villa Schwanenhof im Inselinneren, die die Familie Wessel selbst bewohnte. Warum Wessel für sein eigenes Haus das Inselinnere bevorzugte, ist nicht bekannt. Wahrscheinlich ist aber, weil es am höchsten Punkt der Insel steht und von dort (damals ohne hohe Bäume) der Blick über Insel und Wannsee am besten ist. Das Gebäude ist bis heute erhalten geblieben.
Kaiser Wilhelm II. genehmigte 1901 offiziell den klangvolleren Namen Schwanenwerder, den sich Wessel lange gewünscht hatte. 1907 ließ sich der Architekt Ernst Lessing nach eigenem Entwurf ein Landhaus erbauen (Inselstraße 34/35). Um die Wende zum 20. Jahrhundert waren erst drei Villen entstanden, doch in den Jahren vor dem Ersten Weltkrieg wurde die Insel zu einem Refugium für Wohlhabende mit prachtvollen Landsitzen. Hier wohnten beispielsweise die Warenhausbesitzer Berthold Israel und Rudolph Karstadt (seit 1929: Grundstück Inselstraße 38/40/42, Amselhof vom Fabrikanten Heinrich Brückmann erworben), die Bankdirektoren Oscar Schlitter, Samuel Goldschmidt (Direktor des Bankhauses Goldschmidt-Rothschild), Arthur Salomonsohn (Disconto-Gesellschaft), Oscar Wassermann (Deutsche Bank) und Georg Solmssen, der Bankier und Besitzer der Schultheiss-Patzenhofer Brauerei, Walter Sobernheim, und der Inhaber der Schokoladenfabrik Trumpf, Richard Monheim. Weiter wohnten hier Werner Feilchenfeld (Syndikus der Berliner Industrie- und Handelskammer), Eduard Mosler (Besitzer der Berliner Handelsgesellschaft), der Chirurg Fedor Krause, Hans Quilitz (Inhaber von Glaswerken für die chemische Industrie), Waldemar Lohse (Inhaber einer Chemiefabrik; Grundstück Inselstraße 29–31), der Zeitungsverleger Leo Goldstaub, der Textilkaufmann Alfred Gugenheim und der Landgerichtsrat Herbert Gidion.

### Zeit des Nationalsozialismus

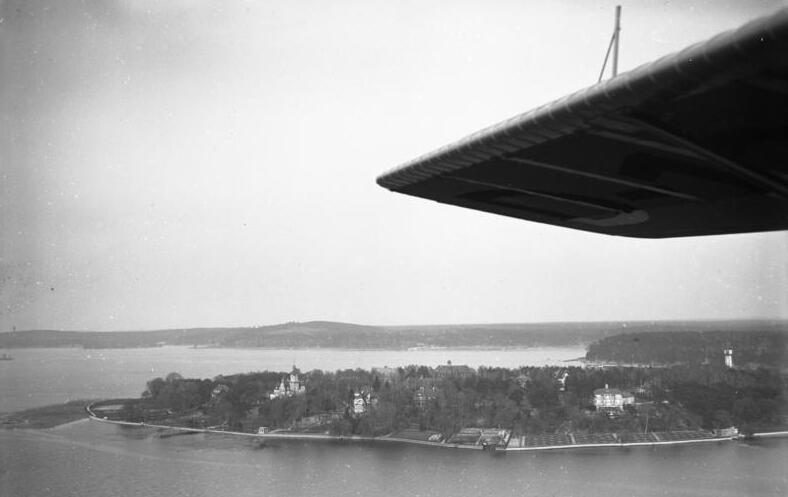
Blick aus dem Flugzeug auf die Insel Schwanenwerder, 1928

In der Zeit des Nationalsozialismus kam es zu Zwangsverkäufen und -versteigerungen des Eigentums der jüdischen Besitzer zugunsten der nationalsozialistischen Prominenz. Der bekannteste Inselbewohner jener Zeit war Propagandaminister Joseph Goebbels. Er kaufte 1935 das Grundstück Inselstraße 8–10 des Bankdirektors Oscar Schlitter weit unter Wert. Drei Jahre später brachte er auch das Nachbargrundstück, das dem emigrierten Bankier Samuel Goldschmidt gehört hatte, für einen Spottpreis in seinen Besitz. Goebbels ließ sich sein Anwesen pompös ausbauen und veranstaltete rauschende Feste. In der Nähe von Goebbels wohnte in der Nr. 18 – ehemals aus dem Besitz von Walter Sobernheim und ab 1920 von dem durch Lenins Reise von 1917 nach Moskau bekannten Alexander Parvus bewohnt – ab 1936 der Schauspieler Gustav Fröhlich, der aber wegzog, nachdem seine Freundin Lída Baarová, mit der er auf Schwanenwerder wohnte, ihn verließ und eine Affäre mit Goebbels begann. Danach lebte hier eine Weile Albert Speer zur Miete. In der ehemaligen Hauptvilla von Sobernheim wohnte ab 1938 der Chemieindustrielle (Spalt-Tablette) Max Baginski. Nach dem Zweiten Weltkrieg nutzten die Amerikaner die Villa, die ab 1954 eine Privatklinik bis zum Abriss 1971 war. Heute befindet sich dort ein Tagungszentrum der Würth AG.
Das Grundstück von Rudolph Karstadt (Inselstraße 38/40/42), 1937 geteilt, erwarb Wilhelm Höffner das Objekt in der Inselstraße 40. Das Grundstück Inselstraße 38 erwarb nach Restitution 1950 das Land Berlin, gegenwärtig ungenutzt. Auf dem Gelände ist der Luftschutzbunker für Herman Göring aus dem Jahr 1936 erhalten. Im Original sind dort noch Reste des Bootshafens und Teile der ehemaligen Gartenanlage und Bruchsteinmauern erhalten. Der Bezirk Steglitz-Zehlendorf kaufte 1958 das Grundstück Inselstraße 38.
1939 ließ auf dem Grundstück (Inselstraße 36) der damalige Eigentümer, der Schauspieler und Filmregisseur Carl Ludwig Duisberg, Sohn des Großindustriellen Carl Duisberg, ein reetgedecktes Landhaus errichten. In den 1970er Jahren brannte das Landhaus ab. Der spätere Eigentümer baute das Haus wieder auf.
Im Jahr 1942 plante der Widerstandskämpfer Hansheinrich Kummerow ein Sprengstoffattentat auf Goebbels unmittelbar an der Inselbrücke, das man allerdings frühzeitig vereitelte.
Hitlers Leibarzt Theodor Morell kam am 28. März 1938 durch Arisierung in den Besitz von Villa und Grundstück des Bankiers Georg Solmssen (Inselstraße 24–26), wofür er 338.000 Reichsmark zahlte. Das Nachbargrundstück Inselstraße 20–22 erwarb 1939 die Reichskanzlei und soll für Hitler persönlich reserviert gewesen sein. 1939 musste Marie-Anne von Goldschmidt-Rothschild ihr Grundstück in der Inselstraße 7 für 150.000 Mark an Albert Speer abtreten (kaufkraftbereinigt in heutiger Währung: rund 781.000 Euro).

### Nach dem Zweiten Weltkrieg

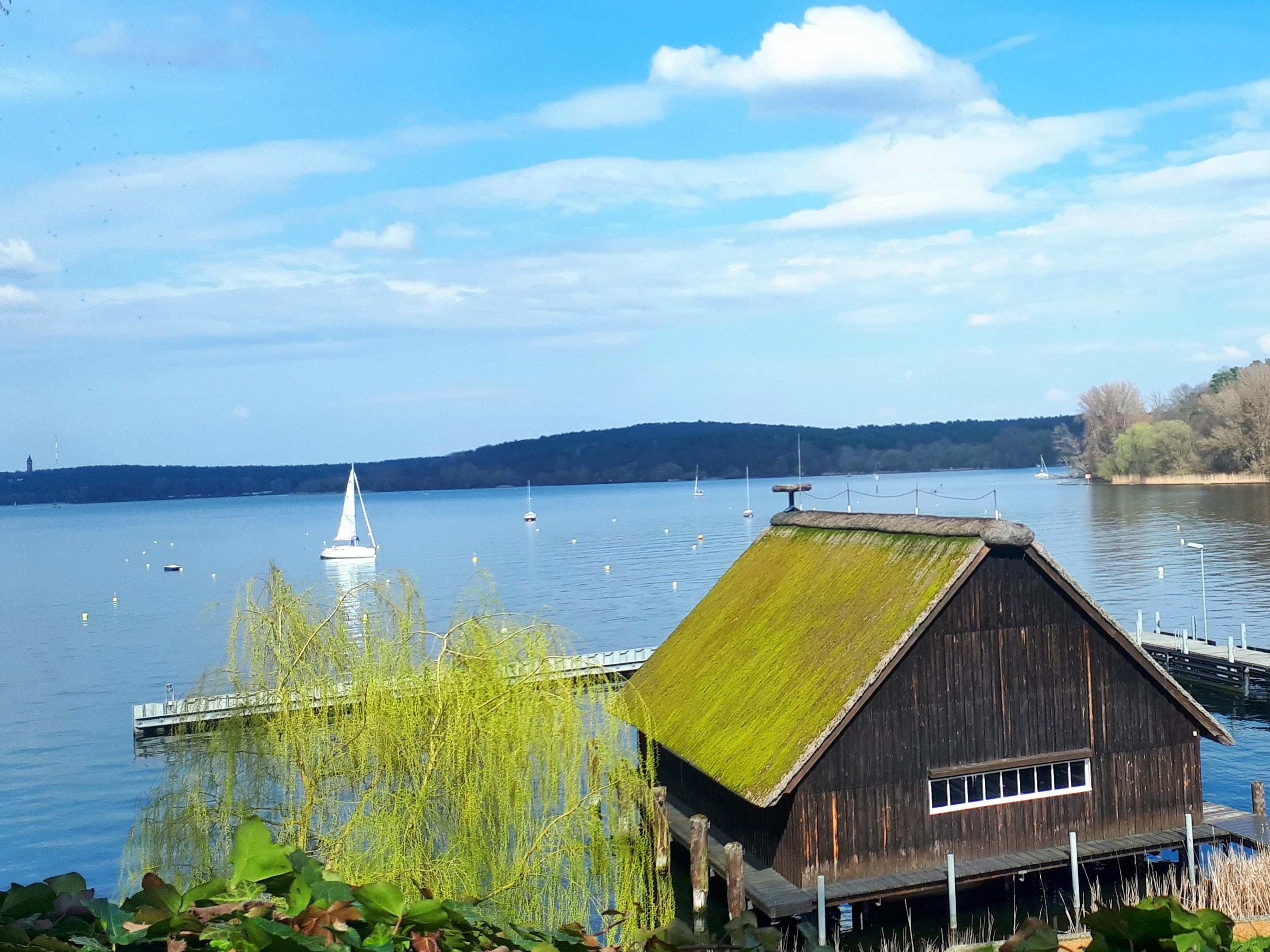
Bootshaus auf Schwanenwerder

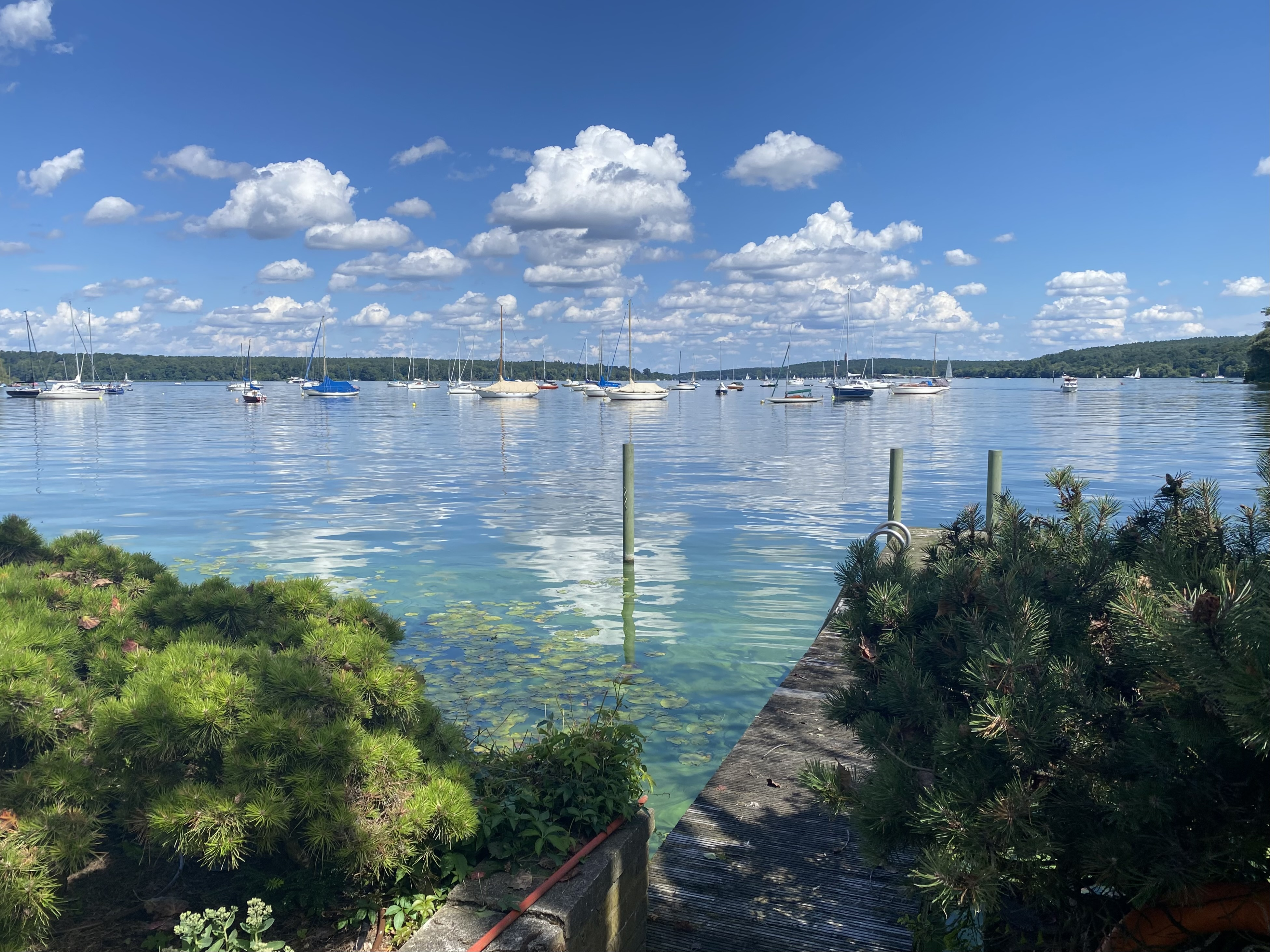
Uferblick von Schwanenwerder Richtung Grunewaldturm

Nach dem Zweiten Weltkrieg war die Insel kurz von den Russen besetzt, die eine Fischereistation einrichteten. 1945 im Juli verdrängten die Amerikaner die Russen von der Insel und nutzten sie für die Potsdamer Konferenz. Unter anderem hatte Dwight D. Eisenhower hier – in der ehemaligen Villa von Walter Sobernheim – sein Quartier und später Lucius D. Clay, der von dort die Berliner Luftbrücke plante.
Im Zweiten Weltkrieg blieb die Insel von Zerstörungen weitgehend verschont, das Areal nach Kriegsende jahrelang vernachlässigt. Ab Ende der 1940er Jahre gab man Häuser und Grundbesitz in sogenannten Wiedergutmachungsverfahren an die rechtmäßigen Besitzer oder ihre Erben zurück. Diese trennten sich meist durch Verkauf an das Land Berlin von ihren Grundstücken. Rund 40 Prozent der Insel befanden sich seitdem im Besitz des Landes. In den 1950er bis 1970er Jahren riss man viele Villen ab und genehmigte Neubaupläne. Heute erinnert kaum noch etwas an den einst mit noblen Villen durchsetzten Landschaftspark.
Auf der Insel befinden sich heute ein Jugendfreizeitheim, eine Kindererholungsstätte und ein Gruppenzeltplatz. Bis 2010 befand sich dort ebenfalls die Wache 3 der Berliner Wasserschutzpolizei. Des Weiteren findet sich ein Überrest des zerstörten Palais des Tuileries, 1882 in Paris gekauft und hierher gebracht. Der Bunker, den Goebbels nahe seinem Haus zum Schutz anlegen ließ, kann auf Anfrage besichtigt werden. Auf dem Grundstück der abgerissenen Goebbels’schen Villa befand sich das Aspen Institute, das sich um die Vermittlung US-amerikanischer Politikinhalte im Ausland bemüht.

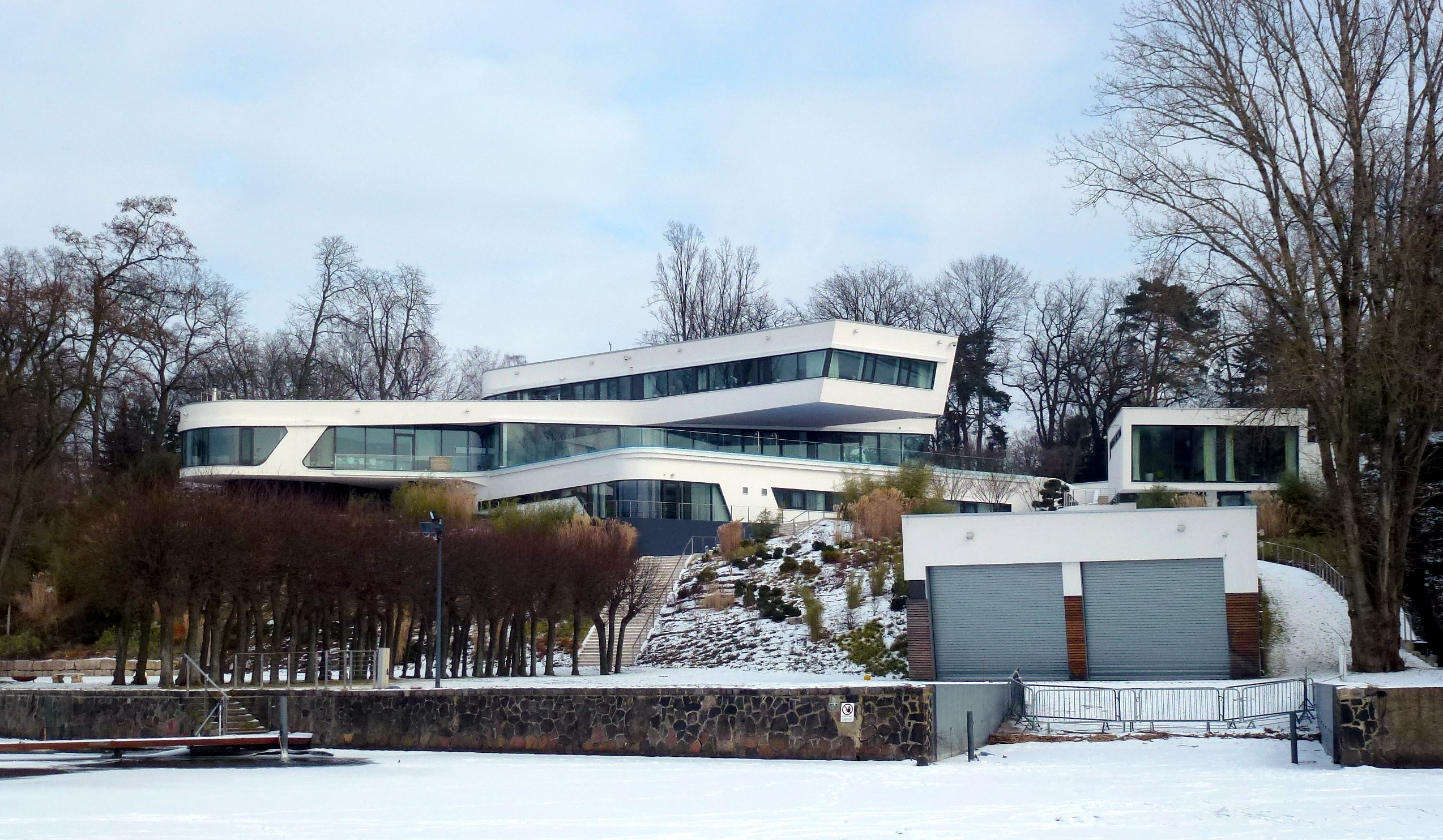
Moderne Villa auf Schwanenwerder

Der Bau einer modernen und großflächig gestalteten Villa sorgte bei den Anwohnern für kontroverse Diskussionen, da diese direkt und wasserseitig einsehbar am Ufer liegt und eine Ausnahme vom örtlichen Bebauungsplan darstellt.
Im Jahr 2010 versteigerte man auf der Insel einige über 10.000 m² große unbebaute Seegrundstücke. Der Liegenschaftsfonds versteigerte ebenfalls ein 2.300 m² großes Grundstück, auf dem sich zuletzt das Aspen Institute und davor die Wachräume der Schutzstaffel und Goebbels’ Fuhrpark befanden.

## Sonstiges
- Bis 1945 hing an der kleinen Brücke nach Schwanenwerder ein Schild mit dem Text „Privatbesitz, Befahren der Straße verboten“.
- Als 1933 die erste deutsche Version des Brettspiels Monopoly erschien, war dort die teuerste Immobilie die ‚Inselstraße‘ (nicht die ‚Schlossallee‘), worauf Goebbels das Spiel verbieten ließ.[6]
- Als Schwanenwerder-Chronist gilt der auf der Insel aufgewachsene und dort lebende ehemalige Berliner Polizeipräsident Georg Schertz.[6]
- Die Fernsehserie Praxis Bülowbogen (1987–1996) erwähnt Schwanenwerder, da die angeheiratete Familie des Dr. Brockmann (gespielt von Günter Pfitzmann) dort eine Villa bewohnen würde.

## Film
- Dora Heinze: Geheimnisvolle Orte: Schwanenwerder – Eine Insel mit Geschichte. Dokumentation 44 min, rbb 2018[16]